# Nite Runner
"Nite Runner" é o segundo single da banda Duran Duran em seu álbum Red Carpet Massacre (2007). Foi lançado em 12 de Novembro de 2007, de acordo com a rádio New York. A canção tem a participação de Justin Timberlake e Timbaland e foi produzida por Timbaland e Danja.

## Posições
| Top (2007)                   | Melhor Posição |
| ---------------------------- | -------------- |
| EUA - Billboard Hot 100      | 150            |
| Reino Unido - Top 75 Singles | 89             |